# 小行星3648
小行星3648（英語：3648 Raffinetti）是一颗围绕太阳公转的小行星。1957年4月24日，La Plata Observatory在拉普拉塔发现了此天体。
这颗小行星的绝对星等为34.09141351751985等。